# Derthona Basket
O Derthona Basket S.S.D.a R.L., conhecido também por Bertram Tortona por motivos de patrocinadores,  é um clube de basquetebol baseado em Tortona, Itália que atualmente disputa a Serie A. Manda seus jogos no PalaOltrepò com capacidade para 1.500 espectadores.

## Histórico de Temporadas
| Temporada | Nível | Liga     | Pos.                                           | J                                              | PL                                             | Resultado                                      |
| --------- | ----- | -------- | ---------------------------------------------- | ---------------------------------------------- | ---------------------------------------------- | ---------------------------------------------- |
| 2011-12   | 5     | DNC      | 1                                              |                                                |                                                | Promovido                                      |
| 2012-13   | 4     | DNB      | 5                                              | 17-30                                          | 2-2                                            | Semifinal do Grupo A                           |
| 2013-14   | 4     | DNB      | 1                                              | 22-8                                           | 6-3                                            | Promovido Semifinalista do Final Four          |
| 2014-15   | 2     | Serie A2 | 9                                              | 16-14                                          |                                                |                                                |
| 2015-16   | 2     | Serie A2 | 3                                              | 19-11                                          | 5-5                                            | Quartas de finais                              |
| 2016-17   | 2     | Serie A2 | 2                                              | 21-9                                           | 4-5                                            | Quartas de finais                              |
| 2017-18   | 2     | Serie A2 | 5                                              | 17-13                                          | 1-3                                            | Oitavas de finais                              |
| 2018-19   | 2     | Serie A2 | 13                                             | 10-18                                          |                                                |                                                |
| 2019-20   | 2     | Serie A2 | Cancelado em virtude da Pandemia SARS Covid 19 | Cancelado em virtude da Pandemia SARS Covid 19 | Cancelado em virtude da Pandemia SARS Covid 19 | Cancelado em virtude da Pandemia SARS Covid 19 |
| 2020-21   | 2     | Serie A2 | 2                                              | 27-14                                          | 9-5                                            | Promovido                                      |
| 2021-22   | 1     | Serie A  | 4                                              | 17-13                                          | 3-4                                            | Semifinalista                                  |
| 2022-23   | 1     | Serie A  | 3                                              | 18-12                                          | 3-4                                            | Semifinalista                                  |

fonte:eurobasket.com